# Aquädukt von Maintenon

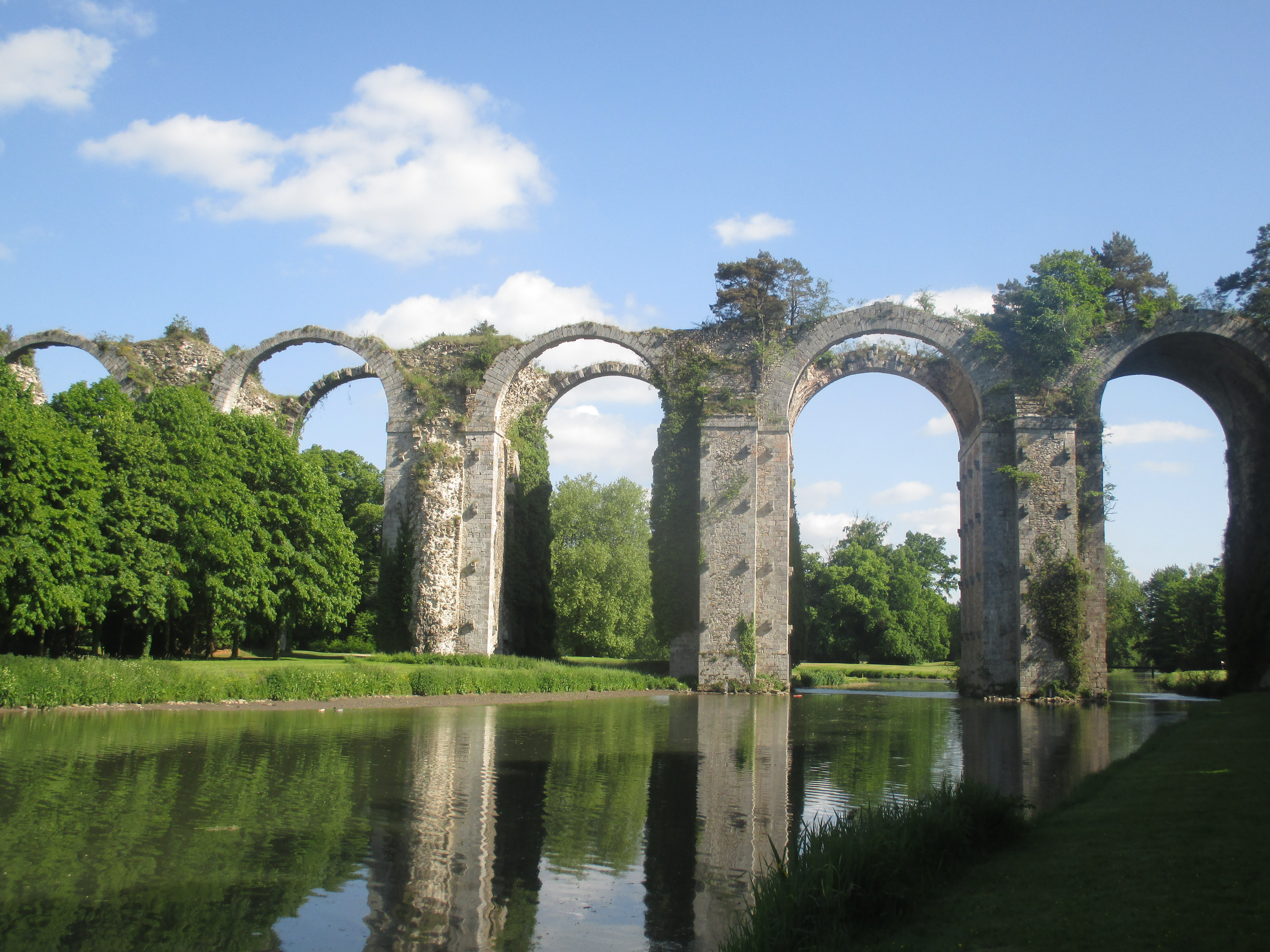
Das Aquädukt von Maintenon

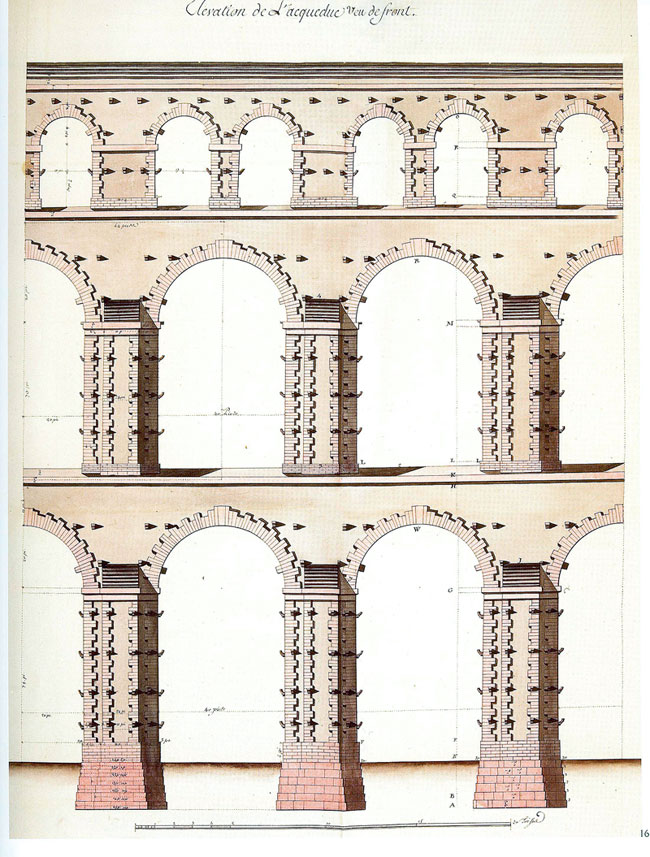
Das Aquädukt von Maintenon gemäß der ursprünglichen Planung von Vauban

Das Aquädukt von Maintenon (französisch Aqueduc de Maintenon) ist die Bauruine eines auf Veranlassung von Ludwig XIV. 1686 begonnenen, aber nie vollendeten Aquädukts, das die Eure im Park des Schlosses Maintenon im Département Eure-et-Loir überqueren sollte, um das Wasser des Eure-Kanals zu den rund 50 km entfernten Wasserspielen im Park von Versailles zu leiten.
Um die trotz aller Bemühungen nicht ausreichende Wasserversorgung des Schlossparks zu verbessern, war unter Louvois, dem Surintendant des Bâtiments, Arts et Manufactures de France Ludwigs XIV., festgestellt worden, dass der rund 33 km weiter westlich am Oberlauf der Eure liegende Ort Pontgouin höher liegt als die zum Betrieb der Fontänen von Versailles angelegten Reservoirs. Das Wasser der Eure sollte deshalb dort abgeleitet und im Eure-Kanal als Freispiegelleitung mit gleichmäßigem Gefälle zu diesen Reservoirs geführt werden. Deshalb hätte die Eure beim Schloss Maintenon in einer Höhe von 73 m überquert werden müssen.
Da etwas weiter westlich der Geländeeinschnitt des Baches Larris bei Berchères-Saint-Germain ebenfalls überbaut werden musste, schlug der mit der Planung des Kanals beauftragte Vauban ursprünglich ein rund 17 km langes Aquädukt vor, mit dem dieser Geländeeinschnitt, das Tal der Eure, ihr flacher östlicher Hang und sonstige Schwierigkeiten des Geländes in einem Zuge überbrückt werden sollten. Über der Eure hätte das Aquädukt drei Etagen mit Bogenreihen gehabt. Der König lehnte dieses riesige Bauwerk jedoch als zu teuer ab. Stattdessen sollte der Kanal so weit wie möglich über Dammaufschüttungen geführt werden. Vaubans geänderte Planung sah deshalb ein Aquädukt mit einer Länge von nur 955 m und nur einer Reihe von 47 Bögen mit einer Höhe von 28,5 m vor. Der Höhenunterschied zwischen der Freispiegelleitung des Kanals und dem nun deutlich niedrigeren Aquädukt sollte durch einen Düker überwunden werden.
Die Bauarbeiten, für die überwiegend Soldaten eingesetzt wurden, schritten zunächst zügig voran. Die Aufträge für die Bleirohre des Dükers waren vergeben und die ersten Rohre geliefert, als Ludwig XIV. den Pfälzischen Erbfolgekrieg (französisch Guerre de la Ligue d'Augsbourg) begann. Die Soldaten wurden nun für den Krieg benötigt und die Rohre nach Marly verschifft. Die Baustelle kam zum Erliegen.
Nach dem neunjährigen Krieg wurden die Bauarbeiten nicht wieder aufgenommen.
Das Aquädukt von Maintenon steht seit 1875 bzw. 1934 unter Denkmalschutz.